# Election Special
Election Special è un album di Ry Cooder, pubblicato dalla Nonesuch Records nel 2012.

## Tracce
1. Mutt Romney Blues – 3:45 (Ry Cooder)
2. Brother Is Gone – 5:03 (Ry Cooder)
3. The Wall Street Part of Town – 3:43 (Ry Cooder)
4. Guantanamo – 3:29 (Ry Cooder)
5. Cold Cold Feeling – 5:26 (Ry Cooder)
6. Going to Tampa – 3:58 (Ry Cooder)
7. Kool-Aid – 4:10 (Ry Cooder)
8. The 90 and the 9 – 5:16 (Ry Cooder)
9. Take Your Hands off It – 3:48 (Joachim Cooder, Ry Cooder)

## Musicisti
- Ry Cooder - voce, chitarra, mandolino, basso
- Joachim Cooder - batteria
- Arnold McCuller - armonie vocali (brano : 8)